# باشگاه فوتبال دپورتیوو یونیورسیداد سنتروامریکانا
دپورتیوو یونیورسیداد سنتروامریکانا که معمولاً با نام یوسی‌ای شناخته می‌شود، یک تیم فوتبال اهل نیکاراگوئه است که در حال حاضر در دسته چهارم رقابت می‌کند. این باشگاه نماینده دانشگاه آمریکایی مرکزی (ماناگوآ) (یوسی‌ای) است.

## تاریخچه
مستقر در ماناگوا، این تیم چهار عنوان قهرمانی لیگ را به دست آورد، از جمله سه عنوان متوالی از سال ۱۹۷۵ تا ۱۹۷۷.